# NGC 584

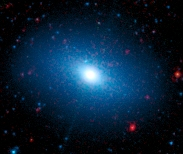
NGC 584 dans le domaine de l'infrarouge par le télescope spatial Spitzer.

NGC 584 est une galaxie elliptique située dans la constellation de la Baleine. NGC 584 a été découverte par l'astronome germano-britannique William Herschel en 1785. Cette galaxie a été observée par l'astronome américain Lewis Swift le 30 novembre 1885 et inscrite à l'Index Catalogue sous la cote IC 1712.

## Caractéristiques
Sa vitesse par rapport au fond diffus cosmologique est de 1 507 ± 21 km/s, ce qui correspond à une distance de Hubble de 22,2 ± 1,6 Mpc (∼72,4 millions d'al).
À ce jour, 19 mesures non basées sur le décalage vers le rouge (redshift) donnent une distance de 20,400 ± 4,463 Mpc (∼66,5 millions d'al), ce qui est à l'intérieur des valeurs de la distance de Hubble.
NGC 584 présente une large raie HI et elle est une galaxie brillante en rayon X,.

## Morphologie
NGC 584 a été utilisée par Gérard de Vaucouleurs comme une galaxie de type morphologique SA0− dans son atlas des galaxies,.

## Groupe de NGC 584
NGC 584 est la galaxie la plus brillante d'un groupe de 9 galaxies brillantes dans le domaine des rayons X. Les galaxies du groupe de NGC 584 sont : NGC 584, NGC 586, NGC 596, NGC 600, NGC 615, NGC 636, IC 127, UGCA 17 et KDG 007. 